# Лінда Німантсвердрієт
Лінда Німантсвердрієт (нід. Linda Niemantsverdriet; нар. 10 грудня 1974) — колишня нідерландська тенісистка.
Найвищу одиночну позицію світового рейтингу — 166 місце досягла 11 квітня 1994, парну — 195 місце — 19 грудня 1994 року.
Здобула 5 одиночних та 5 парних титулів.

## Фінали ITF
| турніри $25,000 |
| турніри $10,000 |

### Одиночний розряд: 6 (5–1)
| Результат | Ранг | Дата           | Турнір                          | Покриття  | Суперниця       | Рахунок          |
| --------- | ---- | -------------- | ------------------------------- | --------- | --------------- | ---------------- |
| Перемога  | 1.   | 31 серпня 1992 | Бургас, Болгарія                | Ґрунт     | Ісабела Мартін  | 5–7, 6–1, 6–4    |
| Перемога  | 2.   | 7 вересня 1992 | Варна                           | Ґрунт     | Олена Лиховцева | 6–2, 6–3         |
| Перемога  | 3.   | 15 лютого 1993 | Амадора, Португалія             | Тверде    | Свеня Труельсен | 6–4, 6–3         |
| Перемога  | 4.   | 22 лютого 1993 | Олівейра-де-Аземейш, Португалія | Тверде    | Лара Біттер     | 6–7(5), 6–3, 6–2 |
| Перемога  | 5.   | 20 лютого 1994 | Ньюкасл-апон-Тайн, Англія       | Килим (i) | Маріон Маруска  | 7–6, 6–4         |
| Поразка   | 1.   | 18 липня 1994  | Реда-Віденбрюк, Німеччина       | Ґрунт     | Тетяна Панова   | 0–6, 3–6         |

### Парний розряд (5–1)
| Результат | Ранг | Дата            | Турнір              | Покриття  | Партнерка         | Суперниці                           | Рахунок       |
| --------- | ---- | --------------- | ------------------- | --------- | ----------------- | ----------------------------------- | ------------- |
| Перемога  | 1.   | 6 червня 1992   | Велп, Нідерланди    | Ґрунт     | Ніколетте Ройманс | Петра Рацлавська Тара Коллінз       | 6–4, 6–1      |
| Перемога  | 2.   | 8 лютого 1993   | Фару, Португалія    | Ґрунт     | Мая Мурич         | Дарія Дешкович Моніка Кратохвілова  | 6–3, 6–3      |
| Перемога  | 3.   | 22 лютого 1993  | Лісабон, Португалія | Тверде    | Майке Каутстал    | Лара Біттер Кім де Вейлле           | 6–4, 6–3      |
| Перемога  | 4.   | 28 березня 1993 | Брест, Франція      | Тверде    | Крісті Богерт     | Олена Лиховцева Олена Макарова      | 4–6, 7–5, 7–5 |
| Поразка   | 1.   | 12 липня 1993   | Віго, Іспанія       | Тверде    | Петра Камстра     | Марія Фернанда Ланда Софія Празеріс | 6–7, 6–3, 6–7 |
| Перемога  | 5.   | 19 лютого 1994  | Ньюкасл, Англія     | Килим (i) | Майке Каутстал    | Карен Нуджент Джоан Ворд            | 2–6, 7–5, 6–2 |